# 楚科奇人
楚科奇人是俄罗斯远东地区的一个少数民族，主要分布在楚科奇自治区，也分布在雅庫特共和国、馬加丹州與科里亞克一帶（鄂霍次克海、白令海、楚科奇海），总人口约1.6萬人。

## 历史
楚科奇語被稱為古亞細亞語，蘇聯科学院認定其為亞洲最古老語言之一，而且体質人類学家亦認為其与愛斯基摩人相類，屬北极人种。楚科奇民族的形成，亦被认为和西伯利亚爱斯基摩人、科里亚克人有密切关系。楚科奇人早先可能居住在较南的地方，而后逐渐向北迁徙，并在此过程中与爱斯基摩人逐渐融合，吸收了爱斯基摩人的生活习惯。未向北迁徙的部分则演变为今日的科里亚克人和堪察加人。。亦有学者认为楚科奇人是北美印第安人在亚洲最亲近的血亲。
楚科奇人于其他邻居民族，如科里亚克人、尤卡吉尔人常发生冲突，但也有一定的以物易物交换。交换物品时，双方都带着武器，将交换物品挑在矛头上，送到指定地点，再由对方取走物品，就完成了一次交换。
楚科奇人与俄罗斯人的接触始于17世纪40年代。俄罗斯帝国通过横征暴敛，逼迫楚科奇人上缴大量海象牙（海象牙是当时国际上的奢侈品）。到17世纪末，楚科奇人的数量急剧减少，主要原因是天花和哥萨克人的屠杀。
18世纪初，俄罗斯人同楚科奇人的关系愈发紧张。俄罗斯帝国在开拓阿拉斯加之前，意图先征服楚科奇人。1730年，哥萨克头目舍斯塔科夫带领哥萨克征讨科里亚克人时，因听到消息称楚科奇人在附近，遂决定进攻楚科奇人。结果他本人和所率30多名哥萨克被楚科奇人打死，楚科奇人还缴获了枪支弹药。俄罗斯帝国于1731年派出德米特里·帕夫卢茨基，多次试图征服楚科奇人，但在1747年也战败被杀。由于多年战争、疾病，到18世纪下半叶，科雷马河下游的楚科奇人几乎绝迹，幸存者亦不得不东迁。沙俄最终改变政策，于1755年通过尤卡吉尔人，同楚科奇人达成和解并进行平等贸易。
1919年12月26日建立苏维埃政权，1930年10月建立楚科奇民族区，属苏联下属的俄罗斯苏维埃联邦社会主义共和国，1970年改为民族专区。

## 生产方式

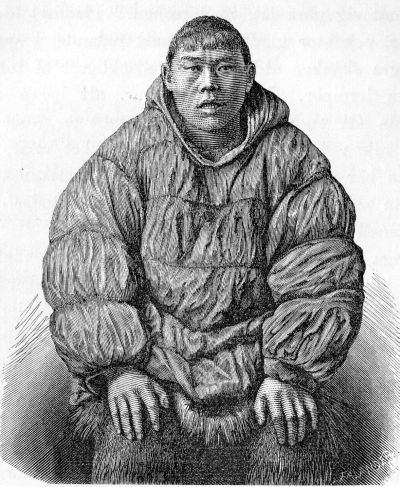
一名楚科奇男子，1880年绘

传统上，楚科奇人以养鹿或收集海兽为主业，分为养鹿楚科奇人和沿海楚科奇人，以捕鱼、狩猎陆地动物等为副业。苏联成立后，工业在楚科奇人地区的比重增加，主要是采矿业（汞、锡和煤炭）。有农村28个，鹿54.7万只（1976-1977年数据）。

### 养鹿业
楚科奇人的养鹿业相比其他西伯利亚民族，规模最大，历史最悠久。主要分布在北冰洋沿岸至阿纳德尔山脉一带，以及阿纳德尔河流域。19世纪中期弗兰格尔考察队发现，“贫困的养鹿人不超过100只鹿，富有的养鹿人能养1000只以上；有些牧主养鹿多达1至1.2万只”。鹿为楚科奇人提供了一切生产资料，包括食物、帐篷、衣服、鞋以及交通工具。夏季，养鹿的楚科奇人通常把鹿群赶到沿海一带，因为气候凉爽，利于鹿吃草；秋天再将鹿群赶回稍暖的森林或河谷，能起到避风的作用。

### 猎捕海兽
沿海楚科奇人通常会在春、夏季，乘兽皮船，使用矛或鱼叉猎捕海兽，包括海象、海豹和鲸。兽皮船首通常坐着一两名叉手，负责攻击；中间坐着的五、六人负责划桨，船主则坐在船尾。鱼叉上有浮标，可使受伤或死亡的猎物浮在水面，并指示猎物所在地。待到受伤的猎物无法挣扎后，即将其拖到岸边或浮冰上宰杀处理。19世纪后半叶，楚科奇人也开始使用火器捕猎。

## 生活习俗

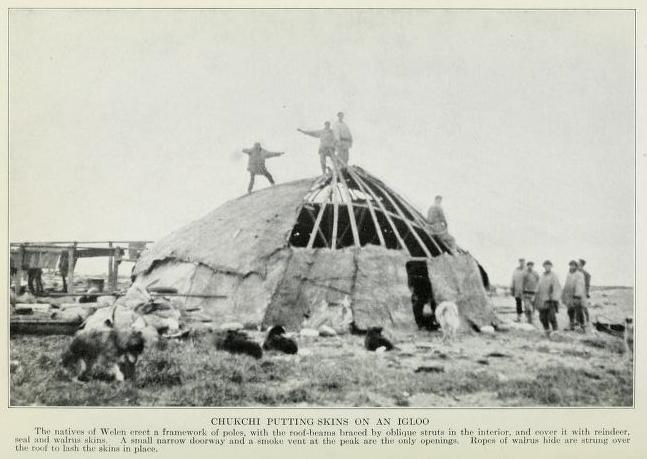
楚科奇人用兽皮搭帐篷

传统上，鹿、海象和海豹为楚科奇人提供了衣食住行的几乎一切。楚科奇人的衣服和帐篷通常由鹿皮或海兽皮制成，食用的肉类也以鹿、海象和海豹为主。养鹿楚科奇人使用鹿拉雪橇为出行工具，沿海楚科奇人则使用狗拉雪橇在陆上行动，使用兽皮做成的船在水上行动，船亦分为单人小船和可乘坐二三十人的大船。现已逐渐转为现代化生活。

## 社会结构
19世纪末到20世纪初楚科奇人的社会发展阶段尚有争论。有人认为楚科奇人处于尚未发展出氏族社会的阶段，理由是没有同族禁婚，也没有出现氏族的名称和管理机构；也有人认为楚科奇人经历了母权氏族阶段或父权氏族阶段，但氏族制度已经消失。
当时沿海楚科奇人组成兽皮船组合，组合的首领是船主。他们通常住在同一个村庄，一同狩猎，并按规则分配猎物；养鹿楚科奇人则由4到5个家庭组成一个经济联合体，共同放牧鹿群。这些组合均可以由同族或不同族的家庭组合而来。楚科奇人家庭在此时已经出现了贫富分化的现象，比如富有的家庭有很多鹿或捕猎工具，已经处在父权氏族制消亡并向阶级社会转化的阶段。

## 家庭结构
楚科奇人不禁止族内通婚，相反，族内通婚是常见的，比如堂兄弟姐妹之间。此外寡妇内嫁（通常都由弟弟收继寡嫂和孩子）、童年订婚甚至指腹为婚亦常见。
富有的楚科奇人往往拥有多个妻子，多出于经济需要，一般每个妻子负责管理一个鹿群。楚科奇社会还存在“群婚”的风俗，有时达到十多对，每个“共妻伙伴”有权和其他伙伴之妻发生关系。
虽然不存在氏族社会，但楚科奇人有“家庭内部会议”，一般由家庭的老年人和年轻男子参加，用于讨论、调解家庭内部矛盾；不同家庭的纠纷亦通过各家男人一同召开会议解决。

## 人口

2010年楚科奇人口在俄罗斯的分布

以下人口普查仅限于苏联或俄罗斯（苏联解体后）境内。另外，根据2001年乌克兰人口普查，乌克兰国内有30名楚科奇人；2011年爱沙尼亚有11名楚科奇人。
| 年份 | 1897  | 1926  | 1979  | 2002  | 2010  | 2021  |
| ---- | ----- | ----- | ----- | ----- | ----- | ----- |
| 人口 | 11751 | 12364 | 14000 | 15767 | 15908 | 16200 |
| 备注 | [ 4 ] | [ 4 ] | [ 4 ] | [ 8 ] | [ 9 ] | [ 1 ] |

## 文化
主要习俗有宰鹿节、割角节。1976年楚科奇人有96所各等普通学校和1所中等专业学校。

### 語言
楚科奇人的传统语言楚科奇语，属楚科奇-堪察加语系。1931年创造了文字，1953年出版了楚科奇文报纸《苏维埃楚科奇》。

### 宗教
楚科奇人传统信仰萨满教，认为万物皆有灵，神灵的生活与凡人相仿。他们还认为护身符、咒语和各种仪式能保护鹿群平安、保证族群繁荣，远离疾病。沙俄政府曾向楚科奇人传播东正教，但很多楚科奇人只是为了获得礼物而形式上接受洗礼。东正教并未在楚科奇人中扎根。

## 相關影視
- 2006年電影《殲滅任務（俄语：Перегон (фильм)）》，由亚历山大·弗拉基米罗维奇·罗戈日金執導。

## 外部連結
- Официальный сайт фильма （页面存档备份，存于） （俄文）
- 互联网电影数据库（IMDb）上《«Перегон»》的资料（英文）
- О фильме на сайте «Культура Саратова» （页面存档备份，存于） （俄文）
- На задворках империи （页面存档备份，存于） （俄文）
- YouTube上的Перегон(фильм) （俄文）